# SLF
SLF (sigles de super low frequency) o freqüència superbaixa és la banda de l'espectre de radiofreqüència compresa entre 30 i 300 Hz (longitud d'ona de 10.000 a 1.000 km).
En aquesta banda es troba la freqüència de les xarxes elèctriques de corrent altern (50 Hz i 60 Hz). Alguns serveis de ràdio per a comunicació amb submarins també operen en aquesta banda de freqüències.